# Antoine Laurent Jessé Bayle

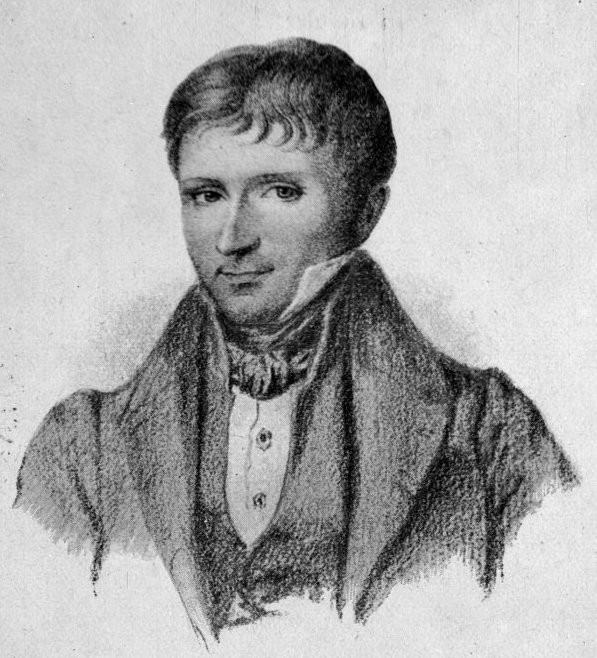
Antoine Laurent Jessé Bayle

Antoine Laurent Jessé Bayle (* 13. Januar 1799 in Vernet/Basses-Alpes; † 29. März 1858) war ein französischer Psychiater und Neuropathologe. Er war ein Neffe von Gaspard Laurent Bayle.
Bayle studierte ab 1815 Medizin in Paris und wurde u. a. von Laënnec und Récamier betreut. Nachdem er im Hôpital de la Charité unter Laennec gearbeitet hatte, ging er zu Antoine-Athanase Royer-Collard in das psychiatrische Krankenhaus in Charenton-le-Pont bei Paris. Dort sammelte er Beobachtungen für seine 1822 verteidigte Promotion über die Entzündung der mittleren Hirnhaut. Bayle beschrieb in seinen Recherches sur l'arachnitis chronique 1822 als Erster die histologischen Veränderungen an den Gehirnen von verstorbenen Patienten mit Symptomen der Neurolues. Das Spätstadium der Neurolues, die progressive Paralyse, wurde nach ihm auch als Bayle-Krankheit benannt.
1824 wurde er zum beigeordneten Bibliothekar, 1827 zum außerordentlichen Professor („agrégé“) der medizinischen Fakultät ernannt.  Bayle war von 1828 bis 1837 Herausgeber der mehrbändigen Bibliothèque de thérapeutique.

## Werke
- Recherches sur l’arachnitis chronique, la gastrite et la gastro-entérite chronique de la goutte, considérées comme cause de l’aliénation mentale. Thèse de médecine de Paris, 1822, n°247 (Digitalisat)
- Petit manuel d’anatomie descriptive, ou description succinte de tous les organes de l’homme. Gabon, Paris 1823 (2. Auflage 1824 (Digitalisat)).
  - A manual of anatomy; arranged so as to afford a concise and accurate description of the different parts of the human body. Übersetzt von William Bennett. Black, Edinburgh 1825.
- Nouvelle doctrine des maladies mentales. Paris 1825 (Digitalisat)
- Traité des maladies du cerveau et de ses membranes. Gabon, Paris 1826 (Digitalisat)
- mit Henri Hollard: Manuel d’anatomie générale, ou description succincte des tissus primitifs et des systèmes qui composent les organes de l’homme. Gabon, Paris 1827 (Digitalisat in der Google-Buchsuche).
  - S. D. Gross (Übersetzer). A Manual of General Anatomy, containing a concise description of the elementary tissues.  J. Grigg, Philadelphia 1828  (Digitalisat)
  - Henry Storer (Übersetzer). A Manual of General Anatomy; or, a Concise description of the primitive tissues and systems which compose the organs in man ... J. Wilson, London 1829.
- La Médecine Pittoresque. 4 Bände. Bureau de la Médecine Pittoresque, Paris 1834–1837; Reprint: Komet, Köln 2010.
- Sur le traitement des maladies et l’emploi des médicamens. In: Bibliothèque de thérapeutique, ou recueil de mémoires originaux. J. B. Baillière, Paris 1837 (Digitalisat)
- Titres et travaux scientifiques de A. L. J. Bayle. A l’appui de sa candidature à l’académie impériale de médecine. Plon, Paris 1856 (Digitalisat)
- Eléments de pathologie médicale. 2 Bände, Germer-Baillière, Paris 1856–1857. Band I 1856 (Digitalisat), Band II 1857 (Digitalisat)